# Grossbeckia
Grossbeckia är ett släkte av fjärilar. Grossbeckia ingår i familjen mätare.
Kladogram enligt Catalogue of Life:
| Grossbeckia | \| \| Grossbeckia gymnopomparia \| \| \| \| \| \| Grossbeckia semimaculata \| \| \| \| |
|             | \| \| Grossbeckia gymnopomparia \| \| \| \| \| \| Grossbeckia semimaculata \| \| \| \| |
|             | Grossbeckia gymnopomparia                                                              |
|             |                                                                                        |
|             | Grossbeckia semimaculata                                                               |
|             |                                                                                        |